# Врана (река)
Вижте пояснителната страница за други значения на Врана.
Врана е река в Североизточна България, област Търговище – общини Омуртаг и Търговище и област Шумен – община Велики Преслав, ляв приток на река Голяма Камчия. Дължината ѝ е 68 km, която ѝ отрежда 55-о място сред реките на България.
Река Врана води началото си от 567 m н.в., на 1 km южно от с. Тъпчилещово, община Омуртаг. До село Пролаз протича в широка долина, след което пресича в североизточно направление западната част на Преславска планина с дълбок пролом. След като излезе от пролома, долината ѝ става широка, като прави голяма, изпъкнала на север дъга и постепенно завива на югоизток. В долното си течение протича по южното подножие на Шуменското плато. Влива се отляво в река Голяма Камчия на 86 m н.в. до село Хан Крум. След град Търговище коритото ѝ е коригирано с водозащитни диги.
Площта на водосборния басейн на реката е 938 km2, което представлява 17,5% от водосборния басейн на река Камчия. На запад, северозапад и север границата на водосборния басейн на реката е крайната граница на водосборния басейн на река Камчия и граничи с водосборните басейни на реките Янтра, Русенски Лом и Провадийска река.
Основни притоци: → ляв приток; ← десен приток
- → Група малки изворчета до парк "Роден Кът"
- → Сива река
- → Кешка река
- → Аширидере → Керизбунар (Съединенска река)
- → Пакуша (Лакоша, Чираджи, Чиранджи)
- ← Калайджи (Осенка)

- ← Кралевска река

Реката е с дъждовно-снежно подхранване с максимален отток през месец март, а минимален – септември-октомври. Среден годишен отток при село Кочово 2,74 m3/s.
По течението на реката са разположени 1 град и 7 села:
- Област Търговище

- Община Омуртаг – Тъпчилещово;
- Община Търговище – Пролаз, Разбойна, Търговище, Пробуда, Алваново;

- Област Шумен

- Община Велики Преслав – Кочово, Хан Крум.

Водите на реката основно се използват за промишлено водоснабдяване и напояване, като в целия ѝ водосборен басейн са изградени над 20 микроязовира, най-голям от които е язовир „Съединение“.
От село Пролаз до село Алваново през град Търговище, на протежение от 22,7 km по долината на Врана преминава участък от Републикански път I-4 от Държавната пътна мрежа Ябланица – Велико Търново – Шумен.
Между селата Надарево и Хан Крум по долината на Врана преминава част от трасето на жп линията София – Варна.

## Топографска карта
- Лист от карта K-35-29. Мащаб: 1 : 100 000.
- Лист от карта K-35-30. Мащаб: 1 : 100 000.